# Hiram Bingham

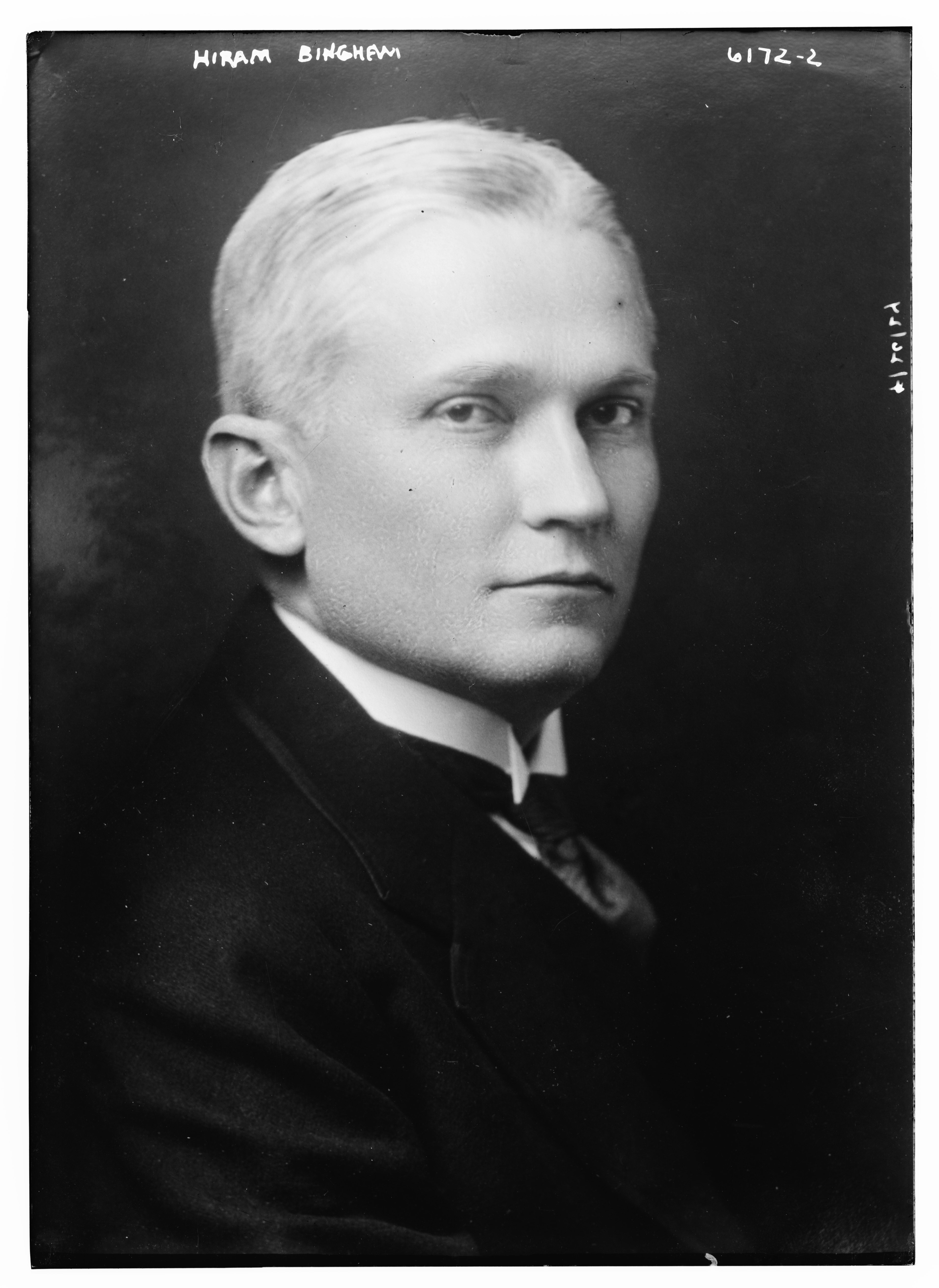
Hiram Bingham III

Hiram Bingham III (Honolulu, 19 november 1875 - Washington D.C., 6 juni 1956) was een Amerikaans ontdekkingsreiziger, gouverneur en senator voor Connecticut.
In 1911 herontdekte Bingham de Incastad Machu Picchu, in Peru. Later werd hij namens de republikeinen gouverneur voor de Amerikaanse staat Connecticut, maar dit ambt legde hij na enkele dagen alweer neer om lid van de Amerikaanse Senaat te worden.
Binghams persoon en leven zijn gebruikt als inspiratie voor het personage van Indiana Jones, in de gelijknamige films.
- Bibsys: 90251749
- Biblioteca Nacional de España: XX857494
- Bibliothèque nationale de France: cb121557970 (data)
- CiNii: DA07749950
- Gemeinsame Normdatei: 11851105X
- International Standard Name Identifier: 0000 0001 0910 4138
- KulturNav: 087219b3-987e-4942-bba0-ecc5ea0689a1
- Library of Congress Control Number: n80049540
- Bibliotheek van het Japanse parlement: 00520049
- Nationale Bibliotheek van Tsjechië: xx0046766
- Nationale bibliotheek van Australië: 35018708
- Nationale Bibliotheek van Israël: 987007272456705171
- Nationale Bibliotheek van Polen: a0000001902494
- Nationale en Universitaire bibliotheek Zagreb: 000343308
- Nederlandse Thesaurus van Auteursnamen: 074011448
- PIC: 272372
- Réseau des bibliothèques de Suisse occidentale: 02-A003007905
- RKD-Nederlands Instituut voor Kunstgeschiedenis: 388236
- SNAC: w6514hw3
- Système universitaire de documentation: 030067065
- Trove: 793103
- Union List of Artist Names: 500293242
- Biographical Directory of the United States Congress: B000470
- Virtual International Authority File: 66505349
- WorldCat: E39PBJhxkWC6cCw47p39whBByd